# Aéroport de Yiwu
L'aéroport de Yiwu, code IATA : YIW • code OACI : ZSYW, est un aéroport situé dans la province de Zhejiang, dans l'est de la Chine.